# Vilamelle (Pantón)
Vilamelle (llamada oficialmente San Cibrao de Vilamelle) es una parroquia y una aldea española del municipio de Pantón, en la provincia de Lugo, Galicia.

## Otras denominaciones
La parroquia también es conocida por el nombre de San Ciprián de Vilamelle.

## Límites
Limita con las parroquias de Pantón al norte, Mañente al este, Espasantes, Refojo, Canabal y Villaoscura al sur, y Serode y Siós al oeste. 

## Organización territorial
La parroquia está formada por diez entidades de población, constando una de ellas en el nomenclátor del Instituto Nacional de Estadística español:
- Campo (O Campo)
- Casa Alta (A Casa Alta)
- Castro (O Castro)
- Floxón
- Lugar (O Lugar)
- Mato (O Mato)
- Outeiro (O Outeiro)
- Pena (A Pena)
- Souto (O Souto)
- Vilamelle

## Demografía
Gráfica demográfica de la aldea y parroquia de Vilamelle según el INE español:
| Gráfica de evolución demográfica de Vilamelle entre 2000 y 2020 |
|                                                                 |
| Datos según el nomenclátor publicado por el INE.                |